# Logan (New Mexico)
Logan ist eine Gemeinde im Quay County im US-Bundesstaat New Mexico.

## Geographie
Logan liegt am Ostufer des Ute Lake, 300 Kilometer östlich von Albuquerque und 150 Kilometer westlich der texanischen Stadt Amarillo. Der Ort wird vom Canadian River durchflossen und im Osten vom U.S. Highway 54 tangiert.

## Geschichte

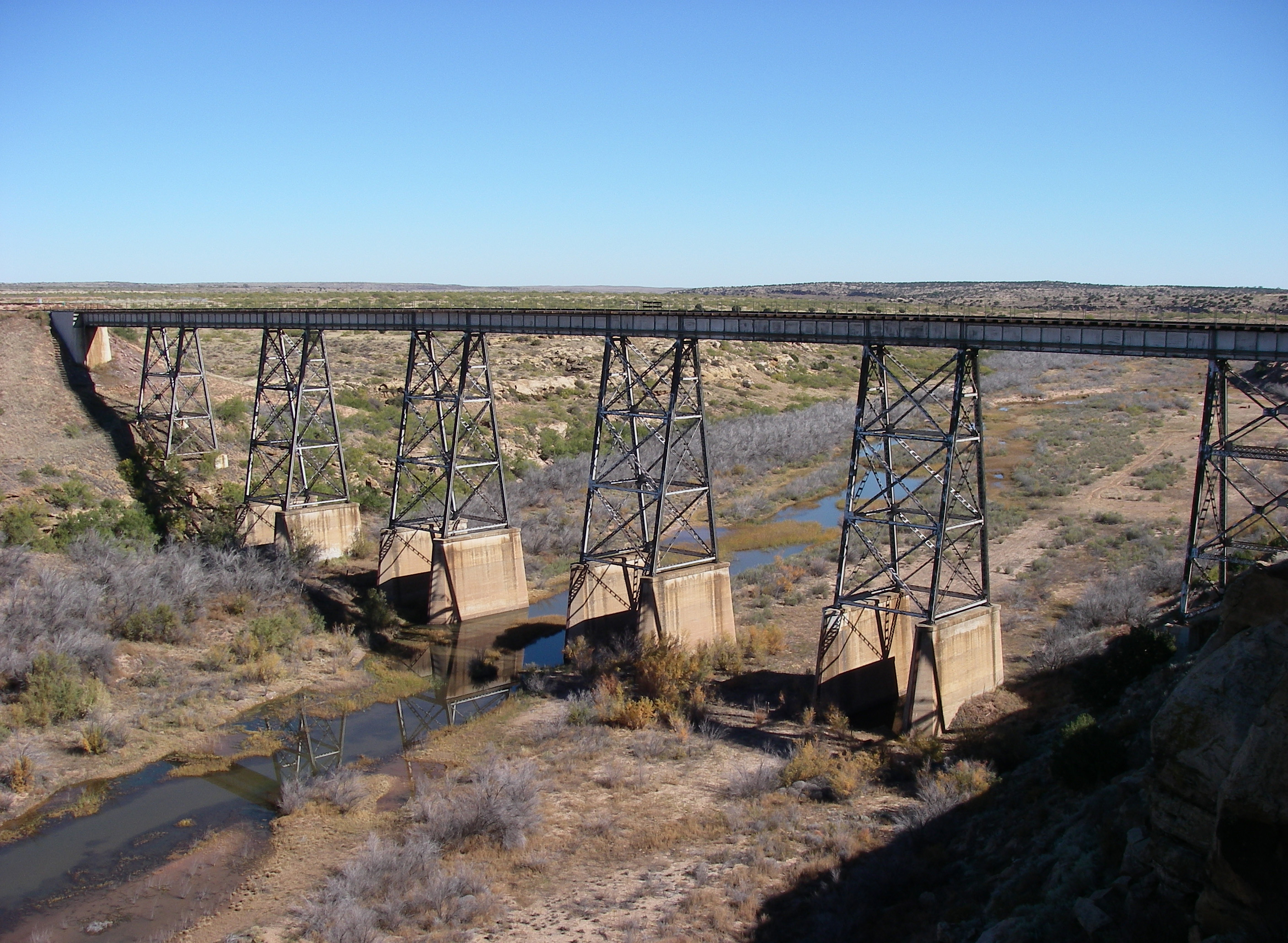
Eisenbahnbrücke über den Canadian River

Das erste Haus auf dem Gebiet des heutigen Logan wurde 1901 gebaut, als die Chicago, Rock Island and Pacific Railroad eine Eisenbahnbrücke über den Canadian River errichtete. Der Ort wurde nach dem aus Texas stammenden ehemaligen Marshal Eugene Logan benannt, der auch maßgeblich am Brückenbau beteiligt war. In den Jahren 1963 und 1964 wurde der Ute Staudamm gebaut, der das Wasser des Canadian River zum Ute Lake aufstaut und der auch mit einer Hochwasserentlastung versehen ist. Aufgrund der geographischen Lage wird Logan deshalb zuweilen als Best Little Village by a Dam Site, frei übersetzt „Die schönste Kleinstadt an einem Staudamm“, bezeichnet.
Am 23. März 2007 wurde der Ort von einem Tornado heimgesucht, der erhebliche Schäden an einer Vielzahl von Mobilheimen und Trailern anrichtete, jedoch keine Menschenleben forderte.

## Demografie
Im Jahr 2012 wurde eine Einwohnerzahl von 1008 Personen ermittelt, was eine Abnahme um 7,9 % gegenüber dem Jahr 2000 bedeutet. Das Durchschnittsalter der Bewohner lag im Jahr 2012 mit 53,9 Jahren deutlich über dem Durchschnittswert von New Mexico, der 45,5 Jahre betrug.
Die maßgeblichsten Einwanderungsgruppen während der Anfänge der Stadt kamen zu 11,2 % aus Deutschland, zu 10,3 % aus Irland und zu 8,4 % aus England.